# Jan Theiler

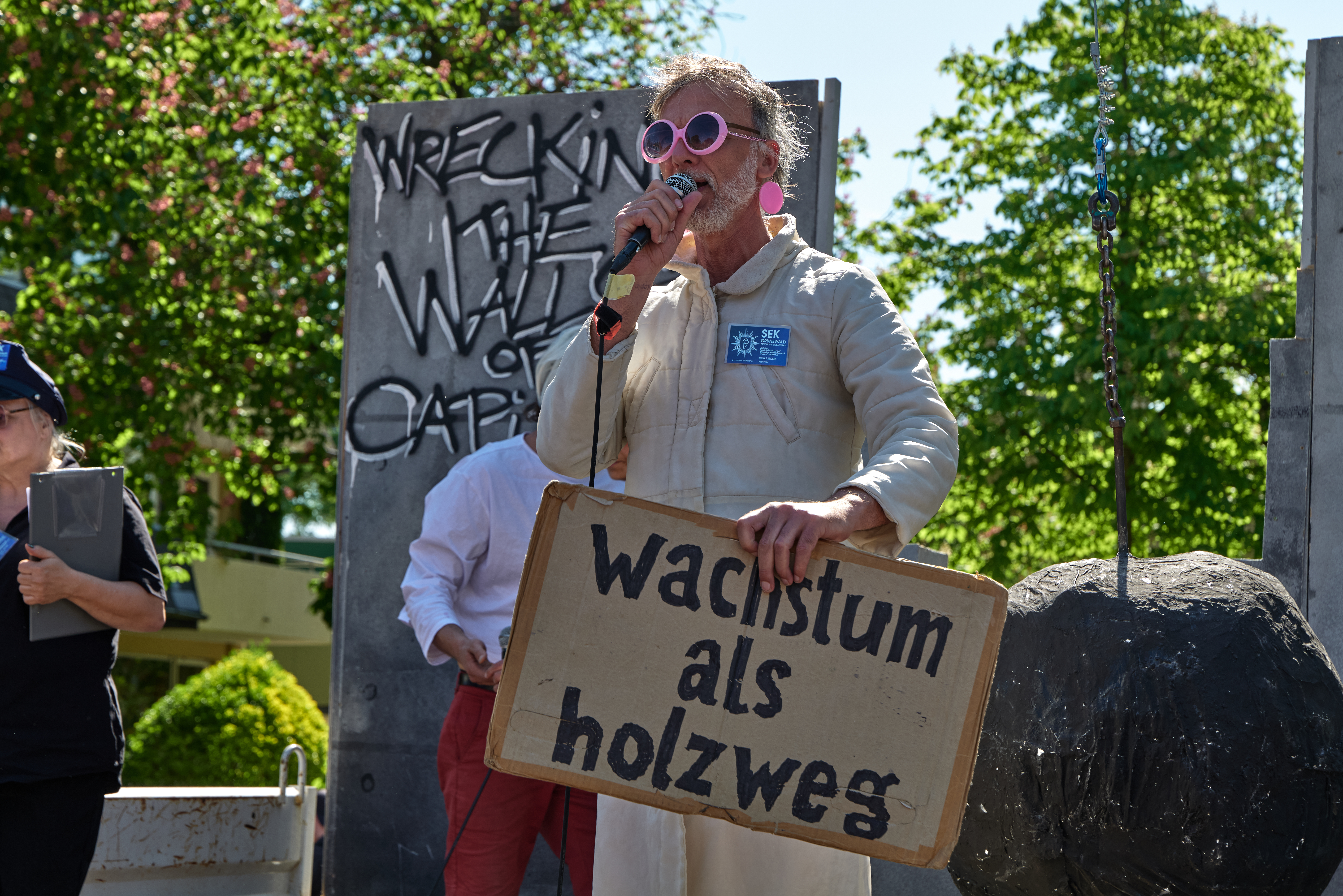
Als Pastor Leumund bei einer Rede bei der 1. Mai Demonstration in Berlin-Grunewald 2024.

Jan Theiler (Pseudonyme: Pastor Leumund, Michael Fieling, MC Abitur) (* 1967) ist ein deutscher dadaistischer Künstler und Generalsekretär der Kleinpartei Bergpartei, die Überpartei.

## Leben
In den 1990er Jahren studierte Jan Theiler Kunst, schloss sich verschiedenen Kollektiven in der Ostberliner Hausbesetzerszene an. Er betätigte sich als Kurator, Performancekünstler und Musiker in der Underground-Kunstszene und organisierte große Musik- und Performanceveranstaltungen in Locations wie Duncker14, K77 (Kastanienallee 77), Prater, Kule, Tacheles u. a. Anfang der 2000er Jahre wirkte Jan Theiler auch in Zürich. Er ist Mitbegründer der Fondation Kroesus, besetzte das Cabaret Voltaire in Zürich und wurde Sprecher der Neo-Dadaisten. Neben den kuratorischen Arbeiten für die internationalen Dada-Festwochen (mit Mark Divo) führte er partizipative Kunst- und Musikprojekte, Performances sowie Radioproduktionen durch. Seit 2005 widmete sich Jan Theiler der von ihm mitgegründeten Bergpartei, deren Parteivorsitz er bis 2016 innehatte. Außerdem war und ist er als konfessionsloser Prediger, Musiker und Interaktivist tätig.
Jan Theiler arbeitete u. a. künstlerisch zusammen mit Bernadette La Hengst, Knarf Rellöm, Friedrich Greiling von Mittekill, mit dem Organisten John Kameel Farah, mit der Harfenistin Veronika Ehrensperger, mit dem Architekten Benjamin Foerster-Baldenius bzw. dem Büro Raumlabor Berlin, mit dem Künstler und Kurator Mark Divo, mit dem Autor und Regisseur Frank Schültge, sowie dem Puppenspieler René Marik. Jan Theilers Werke waren in Institutionen vertreten wie der Werkleitz-Biennale in Halle, am Theater Freiburg, an den Münchner Kammerspielen, auf Kampnagel, in der Zürcher Roten Fabrik, in der Kunsthalle Fridericianum, auf dem International Festival for Theatre, Performance Art, Dance and Fine Art in Mannheim, auf SWR2 und Deutschlandradio Kultur.
Jan Theiler lebt in Berlin.

## Künstlerische Werke und Projekte

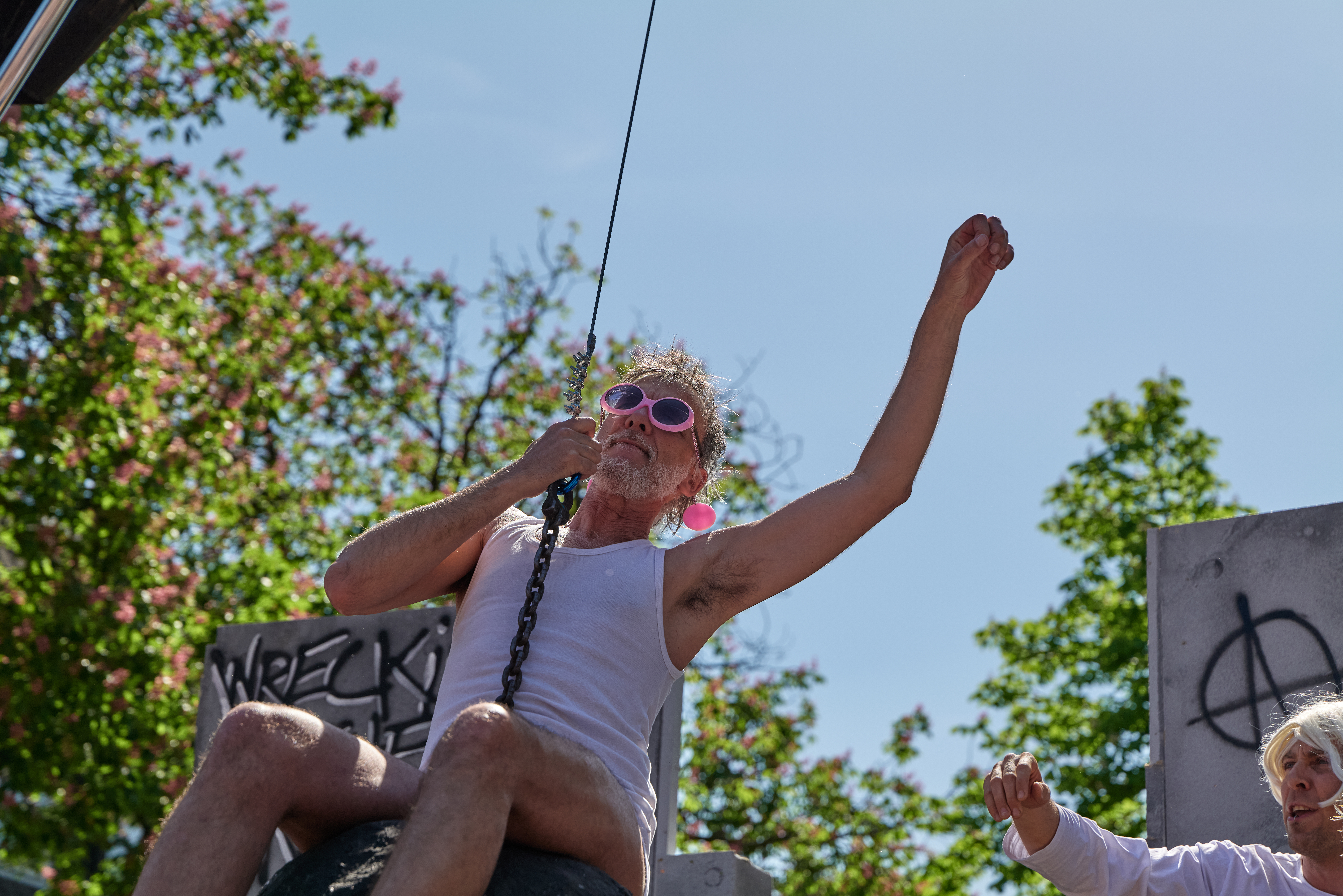
Auftritt beim 1. Mai im Grunewald 2024 mit einer abgewandelten Version von Miley Cyrus Wrecking Ball als Symbol für das Zertrümmern der Mauern zwischen Arm und Reich.

### Partizipative Kunstprojekte und Performances
- 1992: dadaistische Gedichte, Texte und kurze Theaterstücke, Auftritte damit auf den Osmoseabenden (Shows zusammen mit anderen Kulturaktivisten in Berliner Underground-Locations wie Freudenhaus, Arcanoa[3] und Schokoladen)[4]
- 1993: unwirkliche Gesellschaft, Mitglied der Künstlergruppe, Besetzung der Hinterhöfe der Dunckerstraße 14/15 in Berlin-Prenzlauer Berg, Nutzung als öffentlicher Arbeitsort für bewohnte Skulpturen, Malerei und Performances, künstlerische Zusammenarbeit mit Mark Divo[4]
- 1993: Pastor Leumund Kult, Performances, Veranstaltung regelmäßiger Dada-Gottesdienste (mittwochs um Mitternacht) in einer „Kapelle“ in der Dunckerstraße 15 in Berlin, die von der unwirklichen Gesellschaft gestaltet wurde; wöchentliche Andachtsansprachen, Gebetsblätter und Choräle, die mithilfe einer ständig anwachsenden Gemeinde intoniert werden, deutschsprachiger Rap zu Orgelklängen auf der Kanzel; dazu mediale Berichterstattung auf RTL und im Sender Freies Berlin[4]
- 1994: Wawavox, Mitglied der Künstlerkommune, Besetzung des Hauses Kastanienallee 77 in Berlin, 1995–1999 Mitarbeit beim Ausbau des Gebäudes und beim Aufbau diverser kulturellen Einrichtungen: Ateliers, einer Bewegungsetage, dem Lichtblick-Kino, Werkstätten und einem Begegnungszentrum im Kiez[5][4]
- 1995: Vorläufiger Abschluss der Dada-Gottesdienste mit einer Massentaufe im Schloß Zeesen, Uraufführung der dadaistischen Oper Onkel Atze auf der Wiese[4]
- 1996: Kongress für Sicherheit und Fortschritt, temporäres Projekt, Nutzung einer leerstehenden Möbelfabrik in Berlin-Mitte als Kunstzentrum, Beteiligung[4]
- 1996: Pedalo Karawani, Wanderzirkus auf Fahrrädern, Stelzentheater und -performances, Straßentheater-Tournee durch Brandenburg[4]
- 1996: Piepschau, Installation und Performance im Kunsthaus KuLe e. V. Berlin („Hier wurde einer weiblichen Kundschaft für 25 Pfennige die Minute sowie männlichen Strippern die Möglichkeit gegeben, sich künstlerisch mit dem Thema Erotik auseinanderzusetzen.“)[6][4]
- 1997: Workshops für politischen Schlager, partizipatorisches Musikprojekt, Texte und Musik („Innerhalb einer Woche werden Songs geschrieben, komponiert und auf einer Abschlussveranstaltung mit Liveband vorgetragen.“)[4]
- 1997: Lulu-Institut (eine Variante der Piepschau) beim Labyrinth Festival in den Torpedo Hallen in Kopenhagen[4]
- 1997: rent a friend, Gründung einer Gruppe von Schauspielern, Musikern und bildenden Künstlern, die Konzepte für Animationen und Konstruktionen auf Veranstaltungen entwickelte und durchführte[4]
- 1999: words on wheels, Gründung einer Vereinigung von Autoren und Schauspielern, die auf öffentlichen Plätzen (z. B. Speakers Corner, London) Lesungen und Diskussionen durchführte[4]
- 2002: Besetzung des Cabaret Voltaire in Zürich zum 87. Geburtstag von Dada mit der Fondation Kroesus, 1. Dada-Festwochen, regelmäßige Dada-Messen samstags um Mitternacht, Mitverfassung des Manifests der Fondation Kroesus[7][1]
- 2002: Brot im Spiegel, bewohnte Skulptur zusammen mit Mark Divo im Helmhaus Zürich[8]
- 2002: Künstlerhaus Plattenstr. 32 in Zürich, Mitgründung, Wohn- und Arbeitsort der PlattenAllstars, Ausstellungen, Veröffentlichung einer CD-Compilation[9]
- 2002–2003: Projekt zur Förderung generationsübergreifender künstlerischer Zusammenarbeit, inszenierte Fotografien mit Seniorinnen, Organisation und Durchführung zusammen mit Mark Divo und dem Amt für Altersheime Zürich[10]
- 2003 Hitstudio Quick, partizipatorisches Musikprojekt beim Theaterfestival Hotel Neustadt in Halle (5-wöchige Bespielung eines leerstehenden Hochhauses) zusammen mit Pebert („Im Hitstudio Quick wurden in kürzester Zeit Musikproduktionen mit Besuchern des Festivals realisiert und auf einer Compilation-CD veröffentlicht.“)[11][12][13]
- 2004: Fassadenparlament in der Fassadenrepublik, Zusammenarbeit mit raumlabor-berlin im gefluteten Untergeschoss des zwischengenutzen Palasts der Republik in Berlin[4]
- 2005: Performances, Veranstaltungen und Parteigründung in der Installation „Berg“ im zwischengenutzen Palasts der Republik in Berlin, Zusammenarbeit mit raumlabor-berlin[4]
- 2006: Mittagsmesse im Rahmen der 7. Werkleitz-Biennale in Halle[1]
- 2006: Bergpredigt, dadaistische Predigt und Prozession auf dem Fusion Festival im Performancehangar; Text, Komposition, Performance,[14][15]
- 2007: Die Zukunft im Altersheim, partizipatives genreübergreifendes Projekt mit Senioren, zusammen mit Bernadette La Hengst, am Theater Freiburg[16]
- 2007: Silver Pearl Congress Center and Spa, Performanceinstallation vom raumlabor Berlin, temporäres Hotel und Festivalzentrum für Anti-G8-Demonstranten, Leiter des Wellnessbereiches (im Rahmen von Art goes Heiligendamm, kuratiert von Adrienne Göhler und Jaana Prüss)[17]
- 2008: Pastor Leumund im Schattenparkerstaat, Orbit-Projekt des Theaters Freiburg; künstlerische Leitung, Text, Songwriting – mit der Wagenburg Schattenparker, Konsortium&Konsorten, Lichtpiraten und Fluchtkunst/Sauna[18][19]
- 2008: Der Kiez bin ich, partizipativer Workshop im Rahmen des P14 Jugendtheater der Volksbühne Berlin, Song-Erarbeitung mit Jugendlichen und deren Präsentation, zusammen mit Bernadette la Hengst und Friedrich Greiling von Mittekill[20]
- 2009: Beschwerdechor Hamburg (auf Kampnagel) und Beschwerdechor München (in der Hauptschule der Freiheit, Theaterprojekt der Münchner Kammerspiele in einer leerstehenden Schule); Gründung in Zusammenarbeit mit Stefanie Ressin[21]
- 2010: Eichbaum Countdown, partizipatives Stadtteilentwicklungsprojekt im öffentlichen Raum mit Jugendlichen in Mülheim an der Ruhr von raumlabor-berlin; Organisation des Eichbaumbattle (Box- und Rap-Wettbewerb auf dem Bahnsteig) und gestalterisches Konzept für die Wall of Fame, Die Eichbaumboxer-Hymne zusammen mit Eichbaum Optimal (featuring Marvin Small, MC Demo & Katuun, Robien & die Eichbaum Allstars); Text, Komposition und Videoproduktion[22][23]
- 2010: Beschwerdechor Zürich (in der Roten Fabrik), Gründung in Zusammenarbeit mit Stefanie Ressin[24]
- 2010: Camping-Orchester auf dem pottfiction Jugendtheaterfestival in Herne, partizipatives Musikprojekt zusammen mit Knarf Rellöm, anschlaege.de und der Kulturhauptstadt Ruhr 2010; Aufbau einer Band mit Jugendlichen vom Texteschreiben bis zur Tournee innerhalb von 10 Tagen[25]
- 2010: Wachstum als Holzweg, Offene Oper, Uraufführung am 13. Juli 2010 in der Kasseler Kunsthalle Fridericianum in Zusammenarbeit mit Museumsbesuchern; Produktion[26][27]
- 2011: Bergpredigt, Aufführung auf dem 4. NoDogma Videoaktivisten-Filmfestival in der Galiläakirche in Berlin (im Widerstandsmuseum)[28][29]
- 2012: „Pontonia“, Entwicklung einer Stadt auf einem Ponton mit Jugendlichen aus aller Welt („young energies“) während eines Sommercamps im Mellowpark (Berlin-Köpenick)[30]
- 2012: Gründung des ersten „Rolltreppenchores“, der zum Sommertreffen der BUNDjugend im September 2012 in Kaufhäusern der Würzburger Innenstadt lautstark konsumkritische Inhalte verbreitet.[31]
- 2013: „metabolic kitchen“, Ein Catering der anderen Art anlässlich der Eröffnung des „Anthropozän-Projektes“ im Haus der Kulturen der Welt in Zusammenarbeit mit raumlabor-berlin.[32]
- 2014: Leitung des Musikworkshops auf dem Pottfiction-Sommercamp im August 2014 in Dortmund in Zusammenarbeit mit Guaia Guaia.[33]
- 2014: Entwicklung von Slogans und Verwandlung des Theaterpublikums in eine Demonstration gegen die A100 während eines partizipativen Spaziergangs entlang der zukünftigen A-100-Trasse in Berlin-Treptow und Neukölln. Erste Rückwärtsdemo der Welt.[34]
- 2016: Gegenrede zum 100. Jubiläum von DADA im Cabaret Voltaire, Zürich, die in der WOZ Die Wochenzeitung veröffentlicht wurde[35]
- 2016: pop up club in Warszawa, Madrid und Zürich, in Zusammenarbeit mit raumlabor-berlin und Kulturprojekte Berlin[36]
- 2017: 101 Jahre DADA, chaoskompatible Gala mit der Dada Rap Connection und Günther Stolarz in der ufa-Fabrik Berlin[37]
- 2017: Rückwärtsdemo und Trauerprozession gegen die Zalando-Bebauung auf der Cuvry-Brache, Berlin[38]
- 2017: Beichtsofa und Reizwortmeditation vor der Frauenkirche in Dresden anlässlich der Wukamenta[39]
- 2017: Offene Kanzel zur Schaumstoff-Pflastersteinschlacht auf dem Wagen von Alles Allen auf der Demonstration Grenzenlose Solidarität gegen G20 in Hamburg[40]

### Musikformationen und Musikprojekte
- 1995: Michael Fieling mit Nüssen an Bord, Gründung des Trios mit Jermey Clarke (Gitarre) und Boris (Schlagzeug), Synthese aus Musik, Comedy und Aktionskunst, Interpretation neuer deutscher Volksmusik, Tournee durch Deutschland und die Schweiz, Veröffentlichung des Albums Was du willst schmilzt (Sumsemann-Kassetten, 1995)[41]
- 1996: Raggatacke, Raggamuffinband mit politischen Texten, deutschsprachiger Rap als MC Abitur, Auftritte auf Demonstrationen und Straßenfesten[42]
- 1997: Griffin-Brothers, Schlagertrio mit Andrea Neumann (Wurlitzer-Orgel) und Barbara Thun (Gesang), Tourneen in Konzertgärten von Kurbädern an der deutschen Ostseeküste und in Altersheimen in Lübeck, Hamburg und Berlin[4]
- 1997: Pebert und Fieling, Softcore-Duo mit dem Pebert (Liedermacher), zweistimmiger deutschsprachiger Gesang zur Gitarre, Veröffentlichung des Albums Gefühl bekommt Gestalt (Sumsemann-Kassetten, 1997)[43]
- 1997: Agnes Young and her pillows, Band mit der Schauspielerin Swantje Henke als Frontsängerin (AC/DC-Coversongs auf Deutsch), Mitgründung der Band, Bassist[4]
- 1998: Fieling & Fabricus, Beteiligung an der Konzertreihe Musik fürs Wohnzimmer in Berliner Wohnzimmern, Veröffentlichung des Tracks Bitte Keine Gewalt auf der Compilation Musik fürs Wohnzimmer auf Monika Enterprise[44]
- 1998: Luft- und Liebe-Orchester, Bandmitglied und Tourneeorganisator, Tournee auf Sommerfesten von ländlichen Lebensgemeinschaften zur Förderung des Austauschs von Stadt- und Landkultur[4]
- 1999: Wachtel Optimal, Trio mit Daniel Rund alias Pig Pedal (Liedermacher) und dem Wolfram Korr (Geige), Veröffentlichung des Albums So siehts einfach mal aus (Sumsemann-Kassetten, 1999), Veröffentlichung des Songs Schneeflocken auf der Compilation Santa Monika (Monika Enterprise)[45]
- 2000: Pebert und Fieling, Veröffentlichung des Albums Das ist Softcore (Sumsemann-Kassetten, 2000)[4]
- 2004: Rap zur Harfe, Duett mit Veronika Ehrensperger (Harfe), Aufführungen bei den 3. und 4. Dadafestwochen, am 23. September 2007 zusammen mit dem Architekten Benjamin Foerster-Baldenius auf dem International Festival for Theatre, Performance Art, Dance and Fine Art in Mannheim, am 26. September im Point Jaune Museum St. Gallen[46][47][48]
- 2007: Schmetterling aus Beton, Track im Duett mit Bernadette La Hengst, Veröffentlichung auf dem Album Tonangeberei – Songs für jedes Alter ab 3 im Trikont Musikverlag, Mit Bernadette La Hengst auf Tournee in Deutschland, Österreich und der Schweiz[49]
- 2008: Haare zu Berge, Track im Duett mit Bernadette La Hengst, Veröffentlichung auf la Hengsts Album Machinette[50]
- 2009: Bambi lernt fürs Leben, Mini-Musical zum Anti-WTO-Protest im Theater Freiburg, Produktion in Zusammenarbeit mit Pebert[51]
- 2012: Antibiotika, elektro-agitatorisches Musikprojekt zusammen mit Friedrich Greiling von Mittekill[52][53]
- 2012: Sprechgesang zu Tschaikowski-Schlaufen im Labor Sonor im Rahmen der Initiative Neue Musik; Stimme, Elektronik[54]
- 2016: Pastor Leumund und das Gedächtnisorchester, Gründung anlässlich des 100. Geburtstages von DADA im Cabaret Voltaire, Zürich. Offenes Orchester mit den festen Mitgliedern F.S.Blumm (Dengelphon) und Todosch Schlopsnies (Tuba)[55]
- 2016: Druckwellensittiche, Track auf dem Mittekill Album „Die montierte Gesellschaft“ (Label Weltgast)[56]
- 2016: Leumund & Telefonmann, Dr. Telefonmann steuert mithilfe zweier umgelöteter Stasi-Telefonen die Beats zu Pastor Leumunds Sprechgesang.[57]
- 2017 Was du willst schmilzt, 30-Minutenshows im Duett mit Multi-Instrumentalist Jan Heinke anlässlich des Schaubudensommers in Dresden[58]
- 2017: Rap zur Kirchenorgel, Konzert in der Zionskirche mit dem Organisten John Kameel Farah anlässlich des Veteranenstrassenfestes in Berlin
- 2018: „Konzentriert euch“, Album mit Friedrich Greiling aka Mittekill (Komponist und Produzent). Veröffentlichung auf Weltgast am 30. April 2018.[59][60]

### Kuratorische Arbeiten
- 1994: Festival des selbstgemachten Liedes und Schlagerknospen 94 im Mutzek in der Invalidenstraße in Berlin, Organisation und Moderation[4]
- 1995: Eurokot (Internationales Symposium für Recycling) in Zürich in der Escher-Wyss-Unterführung, Installationen, Aktionskunst und Konzerte, Organisation zusammen mit Mark Divo[4]
- 1996–99: diverse Großveranstaltungen zum Thema „Schlager“ in Berlin (Wanderpokal für den besten selbstgemachten Schlager, Schlagerkrone 96 im Schokoladen, Schlagersahne 97 im Milchhof, Schlagergipfel 97 im Schmalzwald, Schlagerfeuer 98 im Theatersaal Kunsthaus Tacheles, Schlagerkessel 99 im Schleusenkrug), Organisation und Moderation; Finanzierung der Miete der Berliner Comicbibliothek Renate mit dem Erlös[4]
- 1997: Sauerkrautpolka im Pratergarten der Volksbühne Berlin (wöchentliches Podium für deutschsprachige Liedermacher, wie z. B. Barbara Morgenstern), Organisation[4]
- 1998: Raumschiff Zitrone, Veranstaltungsort in der Kastanienallee 77 in Berlin, Eröffnung, Organisation von Konzerten, Lesungen und Theateraufführungen[4]
- 2002: 1. internationale Dada-Festwochen im besetzten Cabaret Voltaire in Zürich, Co-Kurator zusammen mit Mark Divo[7][1]
- 2003: 2. internationale Dada-Festwochen auf dem leerstehenden Sihlpapier-Fabrikareal (heute Sihlcity) in Zürich, Co-Kurator zusammen mit Mark Divo[61]
- 2003: sihlcity-now auf dem Zürcher Sihlpapier-Fabrikareal, einem der größten Kultur-Squats Europas (Räumung am 16. Juni 2003), Mitorganisator[61]
- 2004: 3. interlokale Dada-Festwochen in ungenutzten öffentlichen Toilettenhäusern der Stadt Zürich, Kurator[62]
- 2005: 4.internationale Dadafestwochen im Pornokino Stüssihof, sowie in einer leerstehenden Ladenzeile am Kunsthaus Zürich, Co-Kurator zusammen mit Mark Divo[63]
- 2005: Real Biennale in den Katakomben des Palais Goltz-Kinsky in Prag, Co-Kurator zusammen mit Mark Divo[4]
- 2012: 7. Dadafestwochen alias Cabaret Vulgaire im „Perla-Moden“ in der Langstrasse in Zürich, Co-Kurator zusammen mit Mark Divo, Zuzanna Fuksova, Milan Mikulastik[52]

### Radioproduktionen
- 1998: Memory, Sendung bei der Abteilung Hörspiel des Deutschlandradios, Autor und Sprecher[4]
- 2001: Abteilung Hörspiel des Deutschlandradios, Lektorat[4]
- 2003: Die See sticht zurück, Hörspiel, Autor und Produzent zusammen mit Frank Schültge – Feature über die Besetzung des Cabaret Voltaire und Portrait einer Künstlergemeinschaft, Ursendung am 5. Juni 2003 auf SWR2[64]
- seit 2005: diverse Radioproduktionen in Freien Radios (Herbstradio, Pi Radio, Radio Freies Wendland)[4]
- 2008: Im Wartesaal der Gerechtigkeit, Wurfsendung, Serie Nr. 108 bei Deutschlandradio Kultur, Autor und Regisseur zusammen mit Frank Schültge[65]
- 2009: Aussenseiter, Wurfsendung, Serie Nr. 129 bei Deutschlandradio Kultur, Autor und Regisseur zusammen mit Frank Schültge[66]
- 2011: Stein auf Stein – das Magazin für Utopien mit Fundament, Autor und Regisseur zusammen mit Frank Schültge, produziert vom SWR[4]
- 2012: Wie war der Name?, Wurfsendung, Serie Nr. 176 bei Deutschlandradio Kultur, Autor und Regisseur zusammen mit Frank Schültge[67]
- 2013: Schwarzes Brett, Wurfsendung, Serie bei Deutschlandradio Kultur, Autor und Regisseur zusammen mit Frank Schültge[68]
- 2014: Stadien von Morgen, Wurfsendung, Serie bei Deutschlandradio Kultur, Autor und Regisseur zusammen mit Frank Schültge[69]
- 2016: Logbücher des Alltags, Wurfsendung, Serie bei Deutschlandradio Kultur, Autor und Regisseur zusammen mit Frank Schültge[70]
- 2017: Im Dunstkreis der Zerstäuber, olfaktorisches Hörspiel in Zusammenarbeit mit jugendlichen Schauspielern des Theater Kohlenpott Herne, Autorenproduktion mit Manuskriptförderung durch die NRW Filmstiftung, gesendet auf SRF, Autor und Regisseur zusammen mit Frank Schültge[71]
- 2019: Druckwellensittiche, Wurfsendung, Serie bei Deutschlandfunk Kultur, in Zusammenarbeit mit Friedrich Greiling (Musik)[72]

### Filmografie
- 2004: Dada Changed My Life, Dokumentarfilm, 29 min, Darsteller – Film über die Besetzung des Cabaret Voltaire 2002–2004 in Zürich[73][74]
- 2006: Die Show aus der Zukunft, Video-Podcast, Produktion zusammen mit Mark Divo im Rahmen von agent-provocateur.ch[75]
- 2007: Das war die Zukunft, Musikvideo, Kooperation mit der Harfenistin Veronika Ehrensperger (Kamera: Dorothea von Stillfried, Ton: Bernadette La Hengst, Schnitt: Regina Teichs)[46]
- 2010: Die Eichbaumboxer-Hymne, Musikvideo in Zusammenarbeit mit Jugendlichen aus Mülheim an der Ruhr, Buch, Regie, Kamera, Ton und Schnitt.[76]

### Parlamentarische Kunst
- 2005: Erfolg als Bedrohung und Zahnersatz für Alle, Wahlkampfkampagne im Wahlkreis 5 von Berlin-Friedrichshain mit Direktkandidatur von Hauke Stiewe, keine Zulassung der Bergpartei zur Bundestagswahl[77][78]
- 2011: Fahrräder brennen nicht und Liebe deinen Nächsten wie dein Auto, Wahlkampfkampagne der Bergpartei zur Wahl des Berliner Abgeordnetenhauses am 18. September 2011 im Bezirk Friedrichshain-Kreuzberg, Wahlplakate, Wahlwerbespot[79]

## Publikationen
- Mark Divo, Jan Theiler, Fritz Billeter, Thomas Haemmerli, Oliver Kielmayer, Rein Wolfs: Im Bett mit Mark Divo. Biel/Bienne 2013, edition clandestin, ISBN 978-3-905297-33-1